# Kohlsia martini
Kohlsia martini är en loppart som beskrevs av Holland 1971. Kohlsia martini ingår i släktet Kohlsia och familjen fågelloppor. Inga underarter finns listade i Catalogue of Life.